# ハルフレズのサガ
『ハルフレズのサガ』（古ノルド語: Hallfreðar saga vandræðaskálds）は、アイスランド人のサガ(en)のうちの1作である。これは、1000年前後に活躍したアイスランドのスカルド詩人、〈やっかい詩人〉ハルフレズ(Hallfreðr vandræðaskáld)の来歴に関する物語である。サガは1220年頃に書かれたと考えられている。サガには、他の詩人に関するサガ、たとえば『コルマクのサガ(en)』、『蛇舌のグンラウグのサガ(en)』との若干の類似点がある。しかし『ハルフレズのサガ』におけるスカルド詩人の恋愛関係は、これらの作品におけるそれより重要視されていない。その代わりにサガは、異教 (paganism)からキリスト教へのハルフレズの戸惑いながらの改宗と、王オーラブ・トリグヴァソンや他のノルウェーの統治者とハルフレズとの親交について詳しく述べている。サガは、版ごとの有意差があるものの、メズルヴェドリル本とフラート島本を含む14世紀のいくつかの写本に残されている。